# Tablas de Gradeshnitsa
Las Tablas de Gradeshnitsa (en búlgaro: Плочката от Градешница), desenterradas en 1969 en el noroeste de Bulgaria, en la localidad de Gradeshnitsa, provincia de Vratsa, son, junto a las Tablas de Tărtăria, un importante testimonio de la posible proto-escritura neolítica conocida como escritura Vinča. Las tablas están fechadas en el quinto milenio antes de Cristo y en la actualidad se conservan en el Museo Arqueológico Vratsa de Bulgaria. En 2006, estas tablas fueron objeto de atención en los medios de comunicación búlgaros, debido a las alegaciones formuladas por Stephen Guide, quien afirmó que había descifrado los símbolos.